# Jean-Antoine Marbot

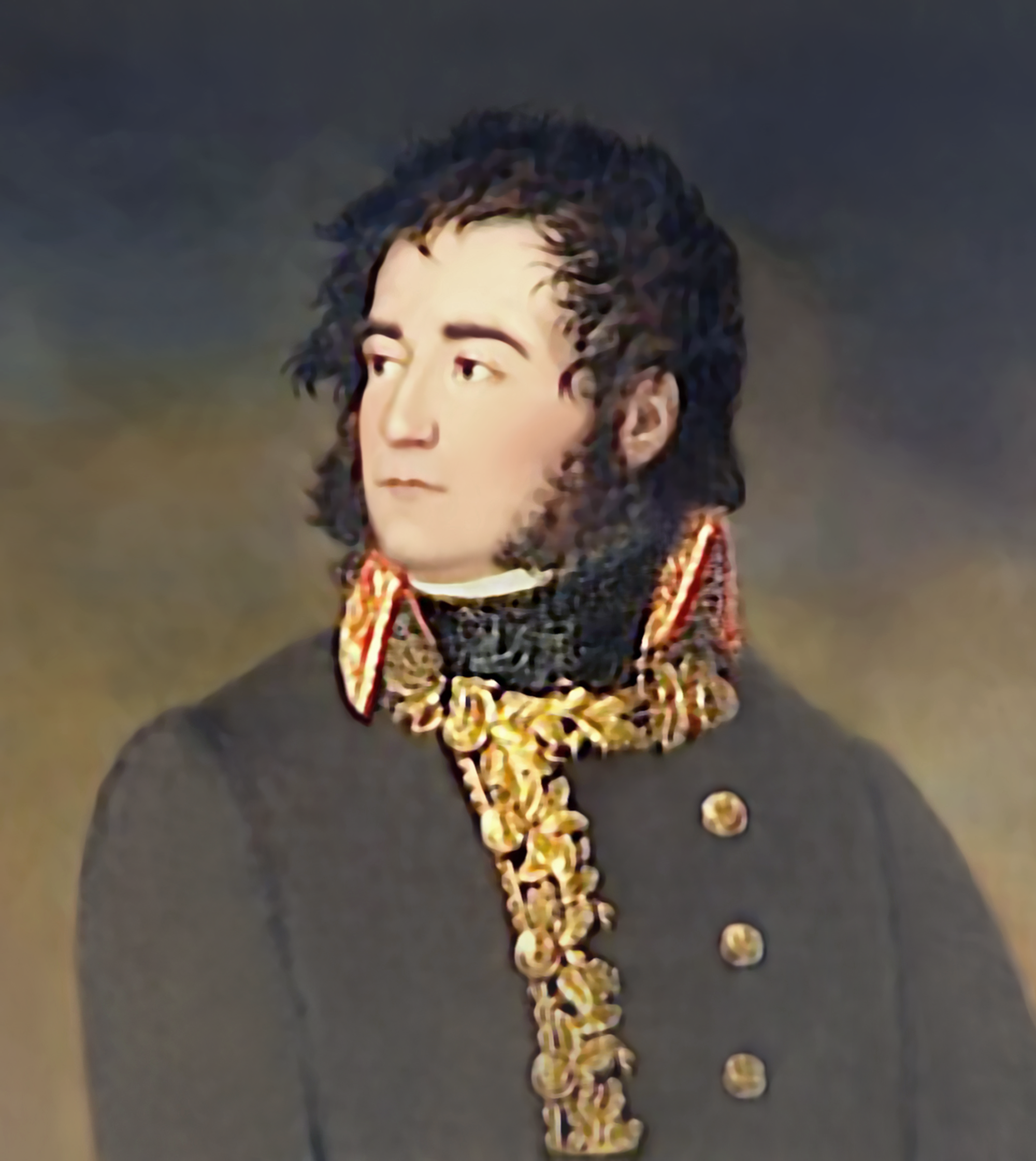
General Jean-Antoine Marbot

Jean-Antoine Marbot, auch bekannt als Antoine Marbot (Aussprache: [ʒɑ̃ ɑ̃twan maʁbo]; * 7. Dezember 1754 in Altillac; † 19. April 1800 bei Genua), war ein französischer General und Politiker.

## Leben und Wirken
Um 1774 trat Marbot in die königliche Armee ein und wechselte später zur königlichen Garde. Von Anfang an begeistert von den Idealen der Revolution quittierte er 1789 den Dienst und versuchte, in der Politik Fuß zu fassen.
Ab 1790 half er mit, die Verwaltung des Départements Corrèze neu zu strukturieren und ab 3. September 1791 vertrat er die Interessen dieses Départements als Abgeordneter in der Gesetzgebenden Nationalversammlung.

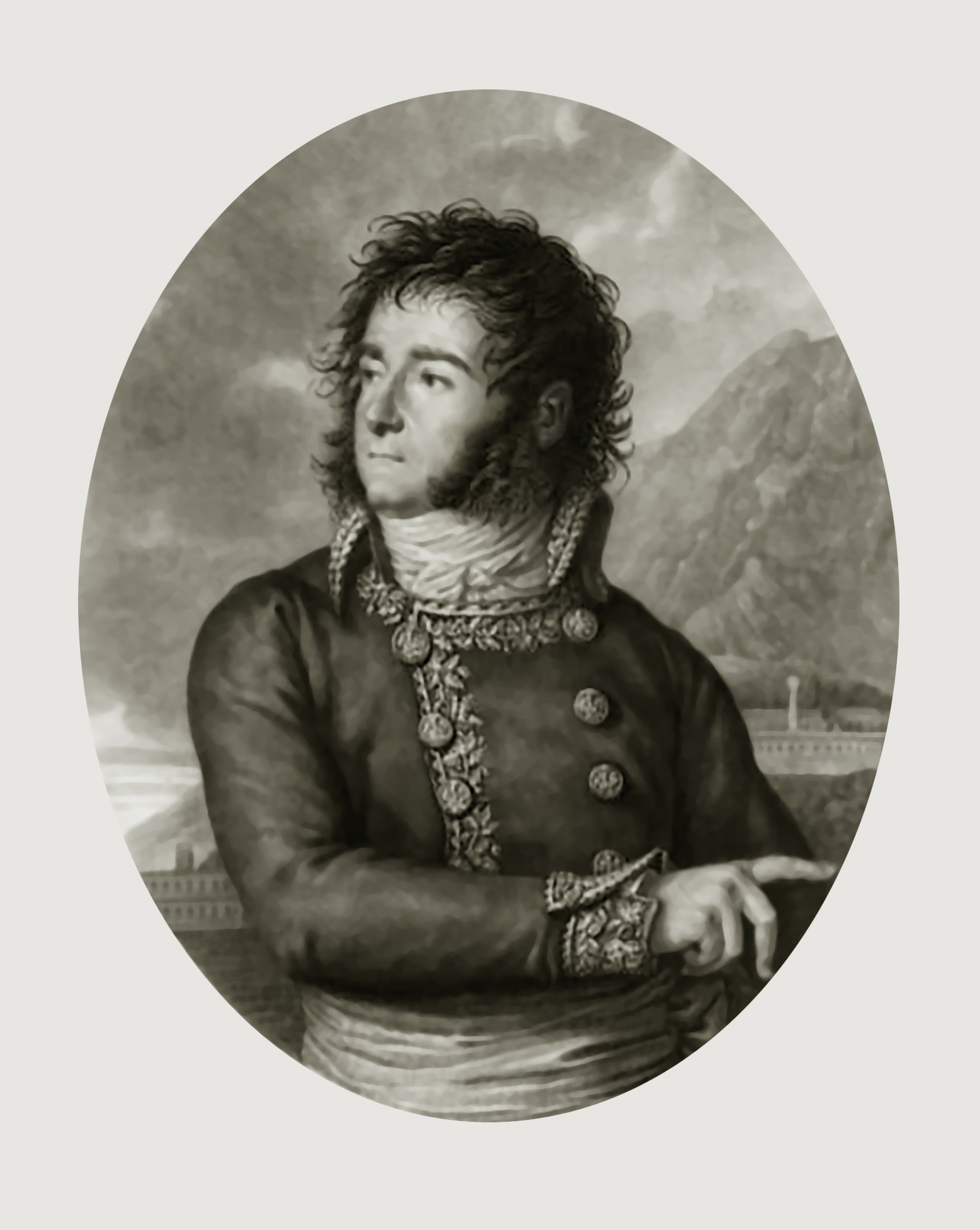
General Jean-Antoine Marbot im Jahr 1799

Am 30. August 1793 wurde Marbot zum Brigadegeneral befördert. Er kämpfte unter General Luc Dagobert de Fontenille in den Pyrenäen gegen die Spanier und konnte sich mehrfach auszeichnen.
Marbot kehrte dann nach Paris zurück und wurde Mitglied der Parlamentskammer Rat der Alten (Conseil des Anciens). Ab Mitte Oktober 1795 vertrat er dort das Département Corrèze. Vom 6. bis 23. September 1797 und später noch einmal am 19. Juni 1798 leitete Marbot den Rat der Alten als Präsident. Als Militärgouverneur von Paris war er der Nachfolger von General Barthélemy-Catherine Joubert.
Emmanuel Joseph Sieyès und Napoleon Bonaparte, die einen Sturz des regierenden Direktoriums planten, fürchteten ein Eingreifen Marbots und boten ihm einen Posten bei der Italienarmee an, den er akzeptierte. Als Divisionsgeneral nahm an der Schlacht an der Trebbia (17.–19. Juni 1799) und der Schlacht bei Novi (25. August 1799) teil. Vom 6. bis 15. Januar 1800 war per interim kurzzeitig Kommandant der Italienarmee. Unter Führung von General André Masséna nahm er an der Belagerung von Genua (6. April–4. Juni 1800) teil und wurde schwer verwundet. Im Feldlazarett erkrankte er zudem an Typhus und starb am 19. April 1800.

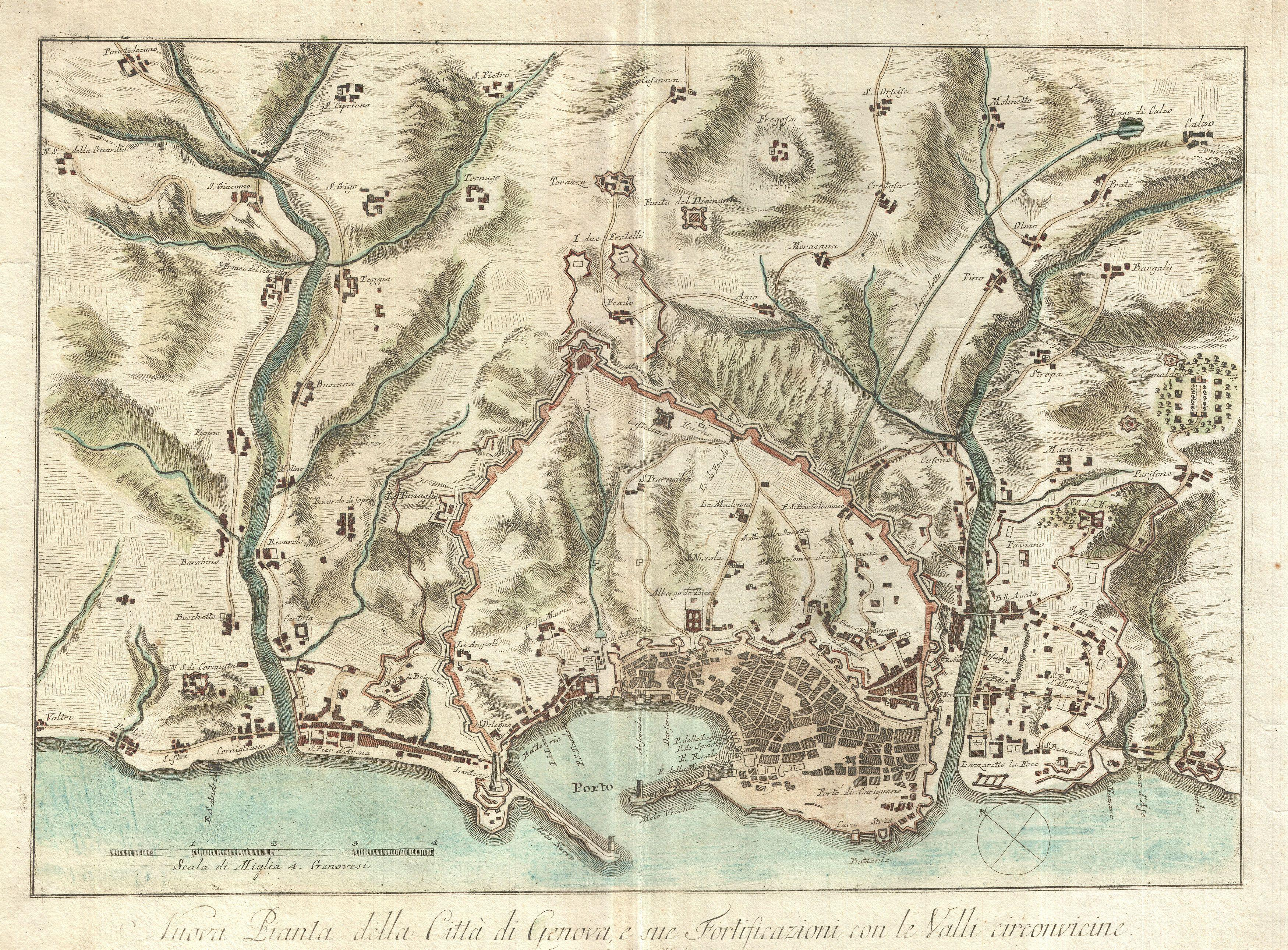
Plan der Befestigungen von Genua im Jahr 1800

## Familie und Nachkommen
Mit seiner Frau Marie-Louise Certain du Puy (1756–1826) hatte Marbot vier Söhne:
- Antoine Adolphe Marcelin, bekannt als Adolphe (1781–1844)
- Jean-Baptiste Antoine Marcelin, bekannt als Marcellin (1782–1854)
- Jean François Théodore Xavier, bekannt als Théodore (1785–1803)
- Jean Jacques Édouard Félix, bekannt als Félix (1787–1805)

## Ehrungen

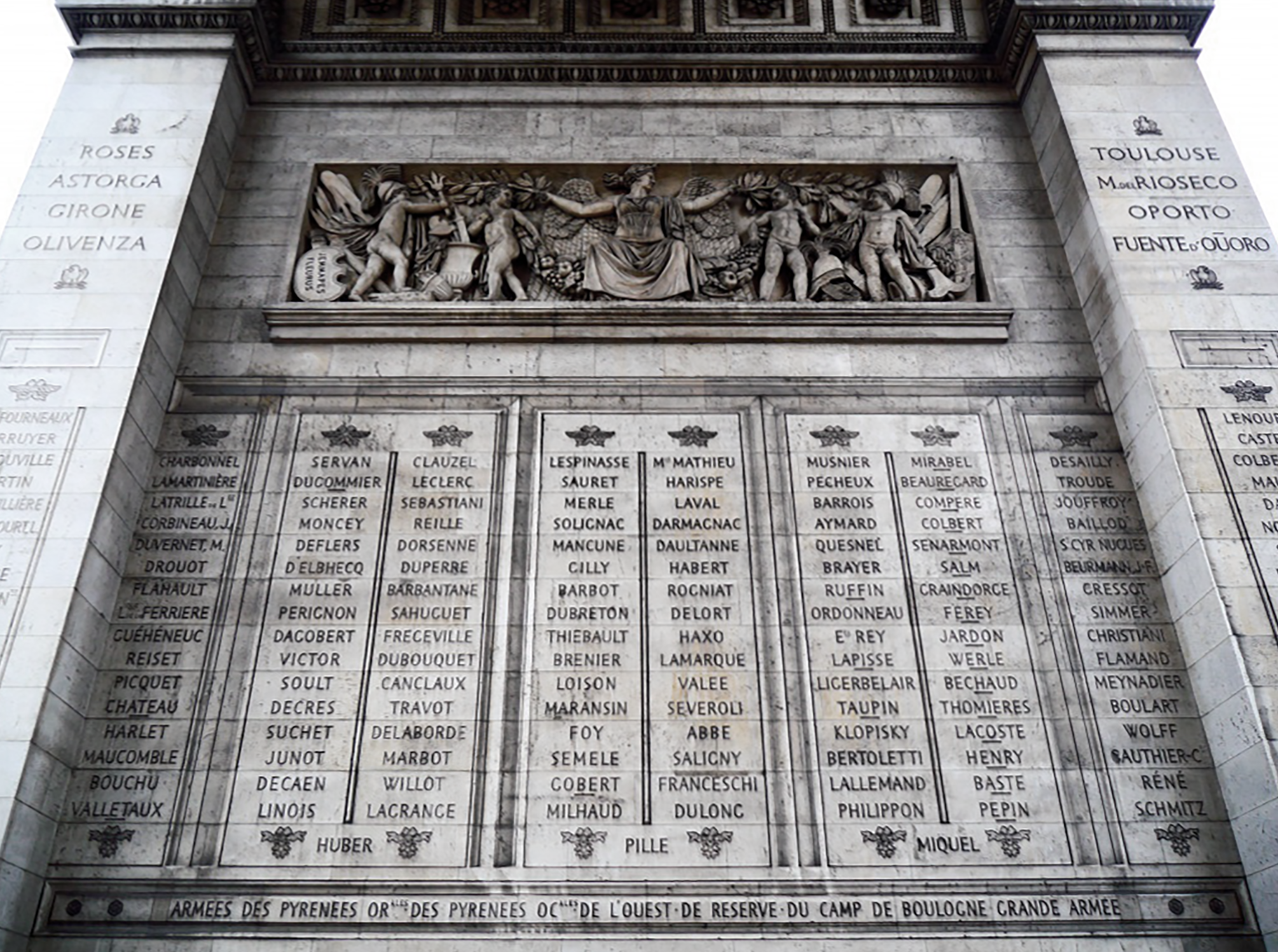
Der Name von General Jean-Antoine Marbot am Arc de Triomphe de l’Étoile in Paris

- Sein Name findet sich am westlichen Pfeiler (34. Spalte) des Triumphbogens am Place Charles de Gaulle in Paris.
- Die Avenue des Généraux Marbot in Altillac ist nach ihm und seinen Söhnen benannt.